# Istra (ville)
Pour les articles homonymes, voir Istra.
Istra (en russe : Истра) est une ville de l'oblast de Moscou, en Russie, et le centre administratif du raïon d'Istra. Sa population s'élevait à 35 139 habitants en 2014.

## Géographie
Istra est située sur la rivière Istra, à 56 km à l'ouest de Moscou, sur la voie ferrée Moscou – Riga.

## Histoire
Connue depuis le XVIe siècle, le village de Voskressenskoïe a été rebaptisé par la suite Voskressensk (Воскресенск) et a accédé au statut de ville en 1781. En 1930, la ville fut rebaptisée Istra, nom de la rivière qui l'arrose. Pendant la Seconde Guerre mondiale, Istra fut brièvement occupée, mais gravement endommagée. Après la guerre, elle devient un centre de recherches dans le domaine de l'ingénierie électrique.

## Patrimoine
Le monastère de la Nouvelle Jérusalem (Новоиерусалимский монастырь), également connu sous le nom de monastère de la Résurrection (Voskressenski) est situé à Istra. Le Musée national d'histoire et d'art de la Nouvelle Jérusalem se trouve également à Istra.

## Personnalités
- Anton Tchekhov (1860-1904), auteur de nouvelles, travaillait souvent à Istra et dans ses environs.
- Alexandre Kruber (1871-1941), géographe soviétique, est né à Istra.

## Population
Recensements (*) ou estimations de la population
| 1897* | 1926* | 1939* | 1959* | 1970*  | 1979*  |
| ----- | ----- | ----- | ----- | ------ | ------ |
| 2 300 | 3 300 | 7 300 | 6 982 | 16 272 | 30 263 |

| 1989*  | 2002*  | 2010*  | 2012   | 2013   | 2014   |
| ------ | ------ | ------ | ------ | ------ | ------ |
| 35 046 | 33 652 | 35 111 | 34 966 | 34 789 | 35 139 |

## Mondial de foot 2018
L'Équipe de France de football établit son camp de base à Istra lors de la coupe du monde de football de 2018 qu’elle remporte pour la deuxième fois de son histoire.

## Jumelages
La ville est jumelée avec Bad Orb en Allemagne.